# اسپرز
با اسپورز ساری اشتباه نگیرید.
اِسپِرِز روستایی از توابع دهستان ولوپی، بخش مرکزی شهرستان سوادکوه در استان مازندران ایران است. بر پایهٔ سرشماری سال ۱۳۸۵، جمعیت آن ۲۷ نفر (۸ خانوار) بوده است.

## ویژگی‌ها
اسپرز در ارتفاعات رشته‌کوه البرز قرار گرفته و آب‌وهوای آن در بهار و تابستان معتدل و خنک و در پاییز و زمستان سرد و پربارش است. چشم‌اندازهای جنگلی، مراتع و مه‌گرفتگی‌های مداوم، این روستا را به یکی از ییلاق‌های گردشگری منطقه بدل کرده است.

## اقتصاد
مردم روستا بیشتر به کشاورزی، دامپروری و تولید محصولات لبنی مشغول‌اند. در سال‌های اخیر با رشد گردشگری، برخی خانواده‌ها خانه‌های بومی خود را در اختیار گردشگران قرار می‌دهند و با غذاهای محلی مانند آش اسپرز، چنجه، میرزا قاسمی و چای آتشی از میهمانان پذیرایی می‌کنند.

## جاذبه‌ها
از مهم‌ترین جاذبه‌های طبیعی اطراف اسپرز می‌توان به جنگل‌های انبوه، مراتع کوهستانی و آبشار اسکلیم (که به نام محلی «گالش‌کلا» شناخته می‌شود) اشاره کرد. این آبشار به دلیل داشتن املاح آهکی به‌عنوان مکانی تفریحی و درمانی میان گردشگران شناخته می‌شود.